# Francesco Cetti
Francesco Cetti (* 9. d'agost de 1726 a Mannheim; † 20. de novembre de 1778 a Sàsser) va ser un Jesuïta, matemàtic i zoòleg italià.

## Vida i Obra
Francesco Cetti era descendent d'una família de Como a la Llombardia. Inicialment va estudiar al Col·legi Jesuïta de Monza. A l'edat de 16 anys va ingressar a 13. d'octubre de 1742 com un novici en l'or ordre jesuita de Gènova. Des de 1744 a 1747 Zetti va estudiar a Milà, retòrica i filosofia. A continuació va exercir com a professor de gramàtica de 1748-1749. L'any següent, impartí Humanitats a Bormio.
Des de 1750 fins a 1752 va ser Professor de retòrica. Posteriorment, va estudiar teologia des de 1752 a 1756 a Milà. El 1755 es va feri sacerdot. La seva activitat docent el va portar a Arona, on va romandre fins a la tardor del 1765 amb la càtedra de filosofia i matemàtiques. 2. De febrer de 1760 Zetti, va defensar els vots de la companyia de jesús.

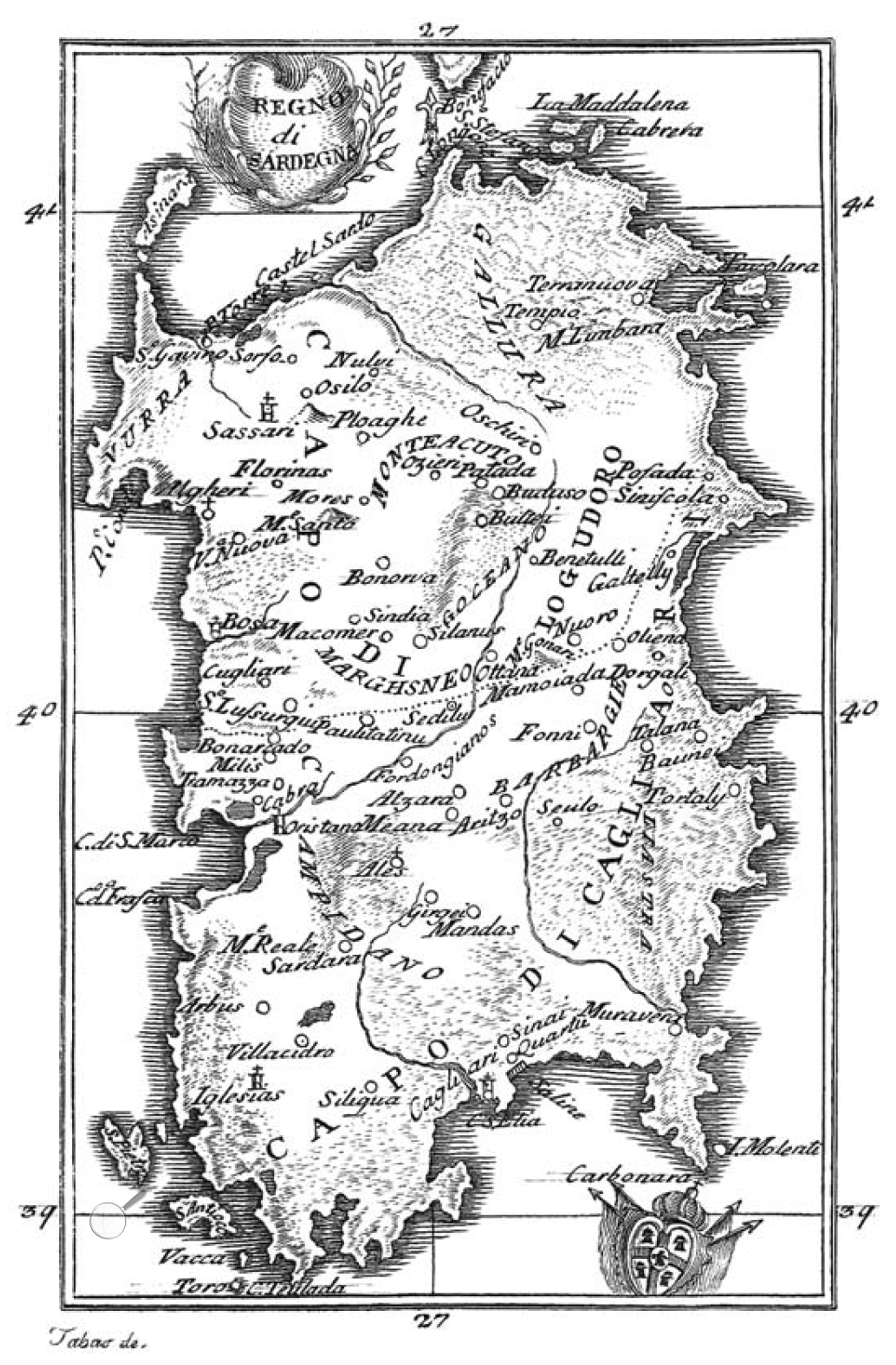
Mapa de l'illa de Sardenya des del primer volum de Cettis història natural de Sardenya

El 1764 el rei Carles Manuel III de Sardenya de la casa de Saboia, li va oferir la càtedra Geometria i Matemàtiques a la Universitat de Sàsser. El gener de 1766, el mateix Zetti va anar a cceptar el càrrec a Sàsser, a Sardenya, on va dedicar els seus esforços a millorar la seva formació cosa que va aconseguir. Es va dedicar a la història natural. Els seus descobriments i observacions les compartí Zetti amb el Ministre Giovanni Battista Lorenzo Bogino (1701-1784), amb el qual mantingueren una estreta amistat per correspodència de 1766 a l'any 1768. A partir de 1767 se'l nomenà rector de la companyia de jesús Col·legi Canopoleno, i un any més tard, el prefecte dels Reials col·legis de Sàsser.
Entre 1768 a 1770 empleats Zetti en més profunditat, la Mineralogia, quan es trobava en les proximitats de Bosa i de Silanus per estudiar la chalcedony mineral. Després de la dissolució de la companyia de jesús per a 1773, es va dedicar a la seva història natural d'estudis. Els resultats dels seus estudis, els publica en una obra en tres volums com: Storia naturalesa di Sardegna (història natural de l'illa de Sardenya), juntament amb un apèndix del primer volum publicats de 1774 a 1778. A la tardor de 1777 va viatjar de nou a Torí, per presentarr els resultats de la seva recerca personal. En desembre del mateix any, va tornar a Sàsser amb la decisió de reprendre la quarta part de la seva història natural, incorporant els insectes, i els fòssils de Sardenya. No obstant això, la seva mort el 20 novembre 1778 li va impedir veure l'edició d'aquest volum.

## Honors
Amb el nom llatí de l'espècie del rossinyol bord (Cettia cetti) es va voler renconèixer a Francesco Cetti.

## Obra
Edicions originals
- Storia naturale di Sardegna. 4 Bände, Giuseppe Piattoli, Sassari 1774–1778.
  - I quadrupedi di Sardegna. Giuseppe Piattoli, Sassari 1774 (online).
  - Gli uccelli di Sardegna. Giuseppe Piattoli, Sassari 1776 (online).
  - Appendice alla Storia naturale dei quadrupedi di Sardegna. Giuseppe Piattoli, Sassari 1777.
  - Anfibi e Pesci di Sardegna. Giuseppe Piattoli, Sassari 1778 (online).
- Uso della propria nobiltà. Al commendatore Don Silvio Atti die Maccarani, prendendo egli l'abito di cavaliere di Santo Stefano in Pisa l'anno 1777. Giuseppe Piattoli, Sassari 1777.

Traduccions Alemany
- Naturgeschichte von Sardinien. J. G. Müller, Leipzig 1783–1784.
  - Band 1: Geographische Beschreibung von Sardinien. Geschichte der Säugetiere. J. G. Müller, Leipzig 1783.
  - Band 2: Geschichte der Vögel. J. G. Müller, Leipzig 1784.
  - Band 3: Geschichte der Amphibien und Fische. J. G. Müller, Leipzig 1784.
- Naturgeschichte von Sardinien. Neue Ausgabe. J. G. Müller, Leipzig 1799